# Мелодия
Мело́дия (др.-греч. μελῳδία — распев лирической поэзии, от μέλος — напев, и ᾠδή — пение, распев) — один (в монодии единственный) голос музыкальной фактуры, который трактуется в теории музыки и непосредственно воспринимается слухом как композиционно-техническое и ладовое целое.
Реже словом «мелодия» пользуются также для обозначения всякого голоса многоголосной фактуры («горизонтального» измерения музыки), то есть безотносительно к композиционно-техническому и ладовому осмыслению многоголосного целого.
В гомофонном складе мелодия противопоставляется аккомпанементу и басу. Это последнее понимание мелодии господствует в элементарной (школьной) теории музыки и поныне.
Совокупность мелодий, обладающих любым типологическим родством, в теории нередко именуют словом «мелос» (см., например, Роды мелоса).

## Определения
Автор статьи «Мелодия» в словаре Брокгауза-Ефрона Н. Ф. Соловьёв определял мелодию как «певучее последование звуков, принадлежащих к какой-нибудь гамме или ладу». В мелодии допускаются не отдаленные модуляции, но преобладание главного лада необходимо. Кроме того, мелодия должна иметь симметрическое настроение и определённый ритм. Мелодия, как музыкальная мысль, должна быть закончена тонально и ритмически, то есть иметь каденцию в конце. Мелодия, состоящая не из равномерных протяжных нот, а из нот разной длительности, заключает в себе мотив, то есть известную ритмическую фигуру, которая повторяется в первоначальном или изменённом виде и составляет рисунок мелодии. Мелодия музыкальной пьесы, выполняемая голосом, называется кантиленой. Мелодия имеет формы предложения, или периода, или коленного склада (см. Музыкальная форма). Мелодия, не имеющая строго ритмической симметричной формы мотива, называется речитативом. В обширном сочинении мелодия, имеющая преобладающее значение, называется главной, другие же, менее значительные, — второстепенными. Всего чаще мелодия помещается в верхнем голосе, но встречается и в среднем, и в нижнем. Мелодия составляет главный элемент в музыке; без неё не обходилось и не обходится ни одно музыкальное сочинение, носящее на себе печать дарования, будь оно безыскусственным продуктом народа или плодом сознательного творчества. Для слушателя музыка без мелодии — то же, что картина без рисунка.
Трактовка мелодии в советском музыкознании. Наиболее распространённым было метафорическое определение: «Мелодия — одноголосно выраженная музыкальная мысль» (по И. П. Шишову, 1927). Под этим понимается прежде всего выражение посредством изменения высоты звука во времени (мелодического движения). Мелодия непосредственно связана с ритмом, однако условно область мелодии и ритма разделяются так, что к мелодии относится изменение звука по высоте, а к ритму организация звуков во времени по длительности и акценту. В музыкально-теоретическом учении Тюлина существовало представление о иерархическом соотношении мелодии, гармонии и ритма; на вершину иерархической лестницы была водружена мелодия, по отношению к которой «гармония является хотя и очень важным, но все же вспомогательным средством выражения»; остальные «компоненты» (музыки) имеют второстепенное значение.

## Учение о мелодии в античности
Учение о мелодической композиции, включающее в себя учение о строении мелодии (для её обозначения античные теоретики чаще использовали слово μέλος, чем μελῳδία) и метод сцепления её со стихом (то есть способ распева стиха), называлось у греков мелопе́ей (др.-греч. μελοποιΐα). Ни одной целостной мелопеи до нас не дошло. Её элементы находятся в трактатах Аристида Квинтилиана, Птолемея (в «Гармонике», II.12), Анонима I Беллермана, Клеонида. Ценные свидетельства о мелодии и мелопее встречаются в философских трактатах греков (в том числе, у Платона и Аристотеля).
По Аристиду Квинтилиану в мелодии выделяются
1. веде́ние (др.-греч. ἀγωγή), то есть плавное гаммообразное, поступенное движение; в свою очередь ведение подразделяется на восходящее, нисходящее и круговое; Птолемей называет восходящее гаммообразное движение словом ἀναπλοκή (от ἀναπλέκω — плету), нисходящее — καταπλοκή (др.-греч. καταπλέκω — сплетаю, вплетаю);
2. плетение (др.-греч. πλοκή), под этим словом Аристид подразумевает скачкообразное движение;
3. у Клеонида описывается также репетиция (πεσσεία, букв. игра в шашки), то есть мелодическая фигура, состоящая из повторения звуков на одной и той же высоте.

Некоторые термины (как, например, птолемеев σύρμα, букв. платье с длинным шлейфом) вне подробного контекста не удаётся истолковать однозначно.
Античные документы реферируют мелодию только как композиционно-техническое целое. Вопрос о единстве лада (неотъемлемое свойство мелодии в позднейшем смысле) в сохранившихся теоретических трактатах греков и римлян не рассматривается.

## Учение о мелодии в Средние века
Учение о мелодии в Средние века связано с мелодической композицией григорианской монодии (cantus planus), например, в трактатах первой половины XI века — «Musicae artis disciplina» Псевдо-Одо и «Микролог» Гвидо Аретинского (гл. 15 «De commoda vel componenda modulatione»). Главное требование Гвидо к строению мелодии — уравновешенность спадов и подъёмов, сбалансированность мелодического рельефа, «чтобы невмы согласовывались с невмами, а фразы с фразами, причём всегда с некоторой долей подобия себе, чтобы было подобие несхожего (similitudo dissimilis)». Вместе с тем, здесь проводится мысль о «разумном разнообразии в расположении звуковысот» (rationabilis varietas dispositione vocum), которое обеспечивается с помощью ладовой метаболы (фразы, «которые повторяются по нескольку раз, могут быть с помощью ладов трансформированы»). Псевдо-Одо, подробнейшим образом изложив правила мелодической композиции, заключает: «Нужно всячески следить, чтобы этими правилами мы пользовались никоим образом не во вред эвфонии (греческое слово, по латыни — благозвучие), ибо любое усердие в музыкальном искусстве должно прилагаться ради неё».

## Направление мелодического движения
Мелодическое движение в своем развитии принимает разнообразные
формы. Рисунок мелодического движения складывается из его
различных направлений. Основные из них:
1. восходящее движение;
2. нисходящее движение;
3. волнообразное движение, образующееся от последовательно чередующихся восходящего и нисходящего направлений;
4. «горизонтальное» движение на повторяющемся звуке.

Здесь следует указать, что первые три направления движения могут быть: поступенными (то есть по соседним ступеням звукоряда), скачкообразными (по любым интервалам звукоряда больше секунды) или смешанными. Волнообразное движение может происходить в пределах сравнительно небольшого диапазона, быть восходящим и нисходящим. Если мелодическая линия носит форму повторяющегося мотива на разных ступенях гаммы, такой мелодический рисунок называется секвенцией. Высшая точка мелодии, или вершина, при условии совпадения её с наибольшим динамическим напряжением, называется кульминацией. Расстояние между крайними по высоте звуками мелодии называется диапазоном мелодического движения.

## Мелодия и форма
Мелодия, как и речь, не течет непрерывно, а делится на части. Части мелодии называются построениями; они бывают различными по величине (по продолжительности). Граница между построениями называется цезурой. Отдельные построения отличаются друг от друга степенью законченности «музыкальной мысли», они окончиваются типовыми мелодическими формулами, называемыми каденциями или клаузулами.
В музыке эпохи Венской классики, во многих случаях также в романтической музыке XIX—XX веков, музыкальное построение, выражающее законченную музыкальную мысль, называется периодом. Период (в простейшем случае) состоит из восьми тактов и делится на две части, которые называются предложениями. Если в периоде при окончании сохраняется начальная тональность, он называется однотональным. Период, в котором к моменту его окончания произошла модуляция, называется модулирующим периодом. Эти понятия (и обозначающие их термины) по большей части оказываются непригодными в анализе мелодики доклассических эпох (например, в григорианском хорале католиков и в знаменном распеве православных), а также в отношении посттональной музыки (например, додекафонных сочинений А. Веберна, сериальных композици П. Булеза, многих вокальных сочинений О. Мессиана и т. п.).